# Anorostoma marginatum
Anorostoma marginatum är en tvåvingeart som beskrevs av Friedrich Hermann Loew 1862. Anorostoma marginatum ingår i släktet Anorostoma och familjen myllflugor. Inga underarter finns listade i Catalogue of Life.